# تراجان

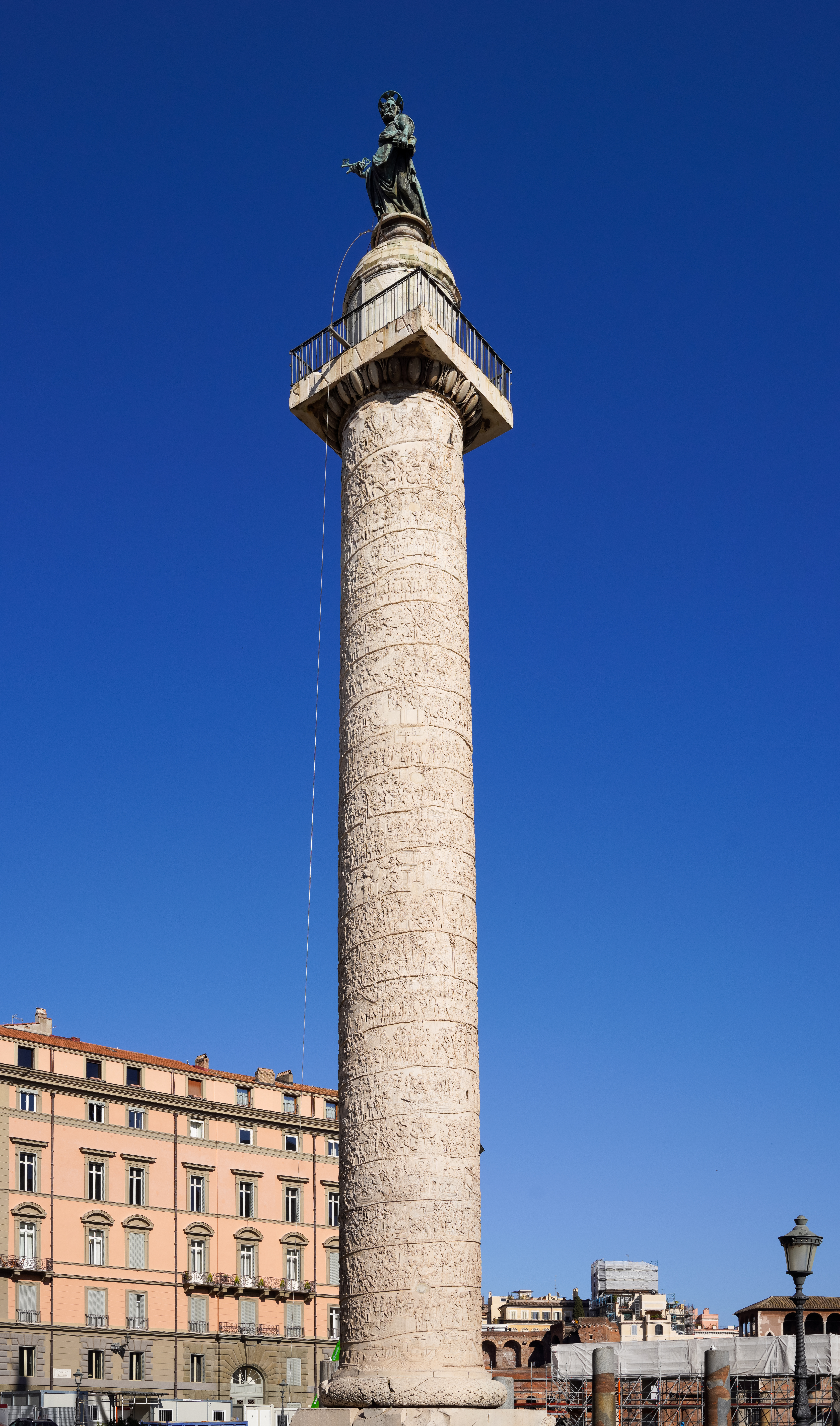
نصب الإمبراطور طريانس في إيطالية

الإمبراطور تراجان قيصر أو طَرَيَانُس قَيْصَرْ وإسمه كاملاً هو مارْكُس أليبيوس نِرْوَا طريانُس أغسطس (18 سبتمبر 53 – 9 أغسطس 117) ثاني الأباطرة الأنطونيين الروم،
والإمبراطور الرومي الثالث عشر (28 يناير 98 - 9 أغسطس 117)، إدعى الألوهية، وفي عهدهِ بلغت الإمبراطورية الرومية أوج إتساعها. هذا القيصر الرومي كان ثاني "الأباطرة العادلون "وتوارث الأنطونيون الإمبراطورية الرومية من 96 إلى 180.
ميلادة كان في 18 سبتمبر 53 للميلاد، في مدينة طالقة من أعمال الأندلس فشَبّْ فيها، ومن ثم دخل في صفوف الجيش الرومي كان أبوه حاكم سوريا في سنتي 76-77 للميلاد، ومن ثم عُين قنصلً فاستقدم من الشام كبير البَنَّائين أَبُلُدورَسْ الدمشقي النبطي إلى رومة في عام 91 م. فأمر القيصر أبلدورس ببناء وتشييد أكثر البنايات شهرة في رومة والجسور والقناطر على نهر الراين، وشارك طريانس مع الإمبراطور دومطيان في حروبه فخَلَف دومطيان نيرفا - أو نروا - الذي كان مكروهاً من الجيش ولحاجة نيرفا لأمرٍ أو فعل شيءٍ يكسب بهِ ولاء الجند، فقام نيرفا وأدعى طريانس هذا إبناً له وخليفته في صيف عام 97 للميلاد.
عندما هلك نيرفا خليفة دومطيان تسمى طريانس بالإمبراطورية يوم 27 كانون الثاني/يناير 98 للميلاد، فلم تختلف عليه الناس ولم تحدث الحوادث.

## النشأة والارتقاء نحو السلطة
ولد ماركوس أولبيوس تراجانوس في 18 سبتمبر عام 53 بعد الميلاد في مقاطعة هيسبانيا بايتيكا الرومانية (ما يسمى الآن بمنطقة أندلسية في إسبانيا الحديثة) في مدينة إيتاليكا (حاليا في منطقة سانتيبونسي البلدية في ضواحي سيفيل). على الرغم من أنه كثيرًا ما نودي بأول إمبراطور إقليمي، إلا أنه قد تبين أن أصل والده يعود لعشيرة أولبيا من منطقة تودر (تدعى اليوم بـ تودي)، على الحدود مع إيتروريا، وأمه من عشيرة مرسيا، لعائلة إيتاليكية من أصل سابيونيّ. تاسست مدينة إيتاليكا مسقط رأس تراجان كمستعمرة عسكرية رومانية من المستوطنين الإيتاليكيين في عام 206 قبل الميلاد، إلا أنه من غير المعروف متى وصل «الأولي» إلى هناك. من الممكن، ولكن لا يمكن إثبات ذلك، أن أسلاف تراجان تزوجوا من نساء محليات وفقدوا جنسيتهم في مرحلة ما، لكنهم بالتأكيد استعادوا مكانتهم عندما أصبحت المدينة بلدية لاتينية في منتصف القرن الأول قبل الميلاد.
كان تراجان ابن مارسيا، وهي امرأة نبيلة رومانية، وأخت زوجة الإمبراطور الفلفي الثاني تيتوس، وماركوس أولبيوس تراجانوس، عضو مجلس الشيوخ البارز والجنرال من عشيرة أولبيا. ساعد ماركوس أولبيوس تراجانوس الأكبر فسبازيان في الحرب اليهودية - الرومانية الاولى، إذ كان قائدًا لفيلق إكس فرينسيس. كان تراجان نفسه واحدًا من العديد من الأولبيين المعروفين في خطّ نسبٍ استمر لفترة طويلة بعد موته. كانت أخته الكبرى أولبيا مارسيانا، وابنة أخته كانت سالونينا ماتيديا. كان موطن الأولبي هو إيتاليكا، في بايتيكا الاسبانية.
خلال فترة شبابه، ترقّى في صفوف الجيش الروماني وخدم في بعض أكثر مناطق حدود الإمبراطورية المتنازع عليها. في الفترة بين عامي 76 و77، كان والد تراجان حاكمًا لسوريا (ليغاتوس؛ سفير القيادة في سوريا)، حيث ظل تراجان ذاته «أطربون» (قاضي فيلق). من هناك، بعد استبدال والده، يبدو أنه نقل إلى مقاطعة راين غير محددة، ويشار حسب بليني أنه انخرط في مهمة قتالية فعالة خلال كلا المركزين الذين كان بهما.  في نحو العام 86، توفي ابن عم تراجان، بي. إيليوس أفر، تاركًا أولاده الصغار هادريان وباولينا يتامى. أصبح تراجان وزميله بوبليوس أسيليوس أتيانوس أوصياء على الطفلين.
في العام 91، عُين تراجان حاكمًا اعتياديًا لذلك العام، والذي كان شرفًا عظيمًا لأنه كان في أواخر الثلاثينات من عمره، وبالتالي كان أعلى بقليل من الحد الأدنى للسن القانونية لتوليه هذا المنصب (32 عامًا). ويمكن تفسير ذلك بعض الشيء نظرًا لعمل والده، إذ كان والده عاملًا أساسيًا في صعود الأسرة الفلافية الحاكمة، وحمل الرتبة الحاكمة بنفسه وأصبح «باتريكًا» (طبقة من الأشراف أو النبلاء). في ذلك الوقت تقريبًا، أحضر تراجان معه أبولودوروس الدمشقي إلى روما، وتزوج من بومبيا بلوتينا، وهي امرأة نبيلة من المستوطنة الرومانية في نيم؛ إلا أن الزواج استمر دون إنجاب أطفال.
لاحظ مؤلفون مثل جوليان وكاسيوس ديو أن تراجان كان يميل شخصيًا نحو المثلية الجنسية. شمل عشّاق تراجان المفترضون كلًا من هادريان، وخدم لدى الأسرة الإمبراطورية، وراقص يدعى أبوستوس، والسيناتور لوسيوس ليسينيوس سورا.
في حين أن التفاصيل المتعلقة بمهنة تراجان العسكرية غامضة، إلا أن المؤكد أنه في عام 89، وبكونه مندوبًا رسميًا عن «فيلق التوائم السبعة» في هسبانيا تاراكونيس، دعم دوميتيان ضد محاولة الانقلاب. في وقت لاحق، وبعد حكمه في العام 91 (المنصب الذي تقاسمه مع أسيليوس جلابريو، وهو ما كان نادرًا في حينها، إذ لم يكن أيّ منهما عضوًا في الأسرة الحاكمة)، عقد بعضَ اللجان الحاكمة غير المحددة كمحافظ إما في بانونيا أو جرمانيا الكبرى وربما الاثنتين. بليني، الذي يبدو أنه تجنب عمدًا تقديم تفاصيل من شأنها أن تؤكد على العلاقة الشخصية بين تراجان و«الطاغية» دوميتيان، يعزو إليه، في ذلك الوقت، الكثير من استعراض الأسلحة.
نظرًا لأن خليفة دوميتيان، نيرفا، لم يحظ بشعبية لدى الجيش، أجبر لتوه على تنفيذ حكم الإعدام الصادر عن حاكم برايتوري كاسيبيريوس إيليانوس على قتلة دوميتيان، فقد شعر بالحاجة إلى كسب تأييد الجيش لتجنب الإطاحة به. وقد نجح بذلك في صيف عام 97 مية تراجان نجله بالتبني وخلفه، بزعم أن ذلك يعود فقط إلى المزايا العسكرية البارزة لتراجان. لكن هنالك تلميحات من مصادر أدبية معاصرة بأن تبني تراجان كان مفروضًا على نيرفا. أشار بليني إلى ذلك في كتابته، مع أنه من غير الممكن إجبار إمبراطور على القيام بشيء ما بالإكراه، في حال كانت تلك هي الطريقة التي وصل بها تراجان إلى السلطة، إذًا كان الأمر يستحق ذلك. تشير أليس كونيغ إلى أن فكرة الاستمرارية الطبيعية بين حكم نيرفا وتراجان كانت بمثابة خيال بأثر رجعيّ (تخيُّل ما بعد الواقع) طوّره مؤلفون يكتبون في إطار تراجان، مثل تاسيتوس وبليني.
وفقًا لكتاب «هستوريا أوغوستا»، كان الإمبراطور المستقبلي هادريان هو الذي أخبر تراجان عن خبر تبنيه. استُبقي هادريان بعد ذلك على حدود الراين كمدافع عسكري، حتى أصبح مطلعًا على دائرة الأصدقاء والعلاقات التي أحاط بها تراجان بنفسه، من بينهم حاكم جرمانيا الصغرى، الإسباني لوسيوس ليسينيوس سورا، الذي أصبح كبير مستشاري تراجان الشخصي وصديقه الرسمي. وكدليل على نفوذه، أصبح سورا لاحقًا حاكمًا للمرة الثالثة في عام 107. تتداول بعض المصادر القديمة أيضًا عن أنه بنى حمّامًا باسمه على هضبة أفنتين في روما، أو أنه بنى الحمام على يد تراجان ثم سمّاه باسمه، في كلتا الحالتين، كانت تلك إشارة شرف بمثابة استثناء وحيد للقاعدة الراسخة التي تنص على أنه لا يمكن تخصيص مبنى عام في العاصمة إلا لأحد أفراد العائلة الإمبراطورية. في وقت لاحق، وسع إمبراطور القرن الثالث ديسيوس هذه الحمامات كوسيلة منه لتوكيد علاقته مع تراجان. يشار أيضًا إلى إخبار سورا لأدريان في عام 108 عن اختياره وريثًا إمبراطوريًا. وفقًا لأحد المؤرخين الحديثين، استاء كثيرٌ من أعضاء المجلس الإمبراطوري من دور سورا كصاحب نفوذ في البلاط الإمبراطوري، وخاصة المؤرخ تاسيتوس، الذي اعترف بفضائل سورا العسكرية والخطابية، لكنه في نفس الوقت عبّر عن استيائه من جشعه وطرقه المنحرفة، على نحو أشبه بتلك التي اتبعها صاحب النفوذ لدى الإمبراطور فسبازيان، ليسينيوس موسيانوس.
بصفته حاكمًا لألمانيا السفلى خلال حكم نيرفا، حصل تراجان على لقبه الجليل «جيرمانيكوس» بسبب إدارته البارعة في حكم الإقليم الإمبراطوري المتقلب. عندما توفي نيرفا في 27 يناير من عام 97، نجح تراجان في أداء دور الإمبراطور دون وقوع أي حادث ظاهري. إن حقيقة عدم إسراعه بالوصول إلى سدّة الحكم في روما، والقيام بجولة تفتيش مطولة على حدود الراين والدانوب، تشير إلى فكرة محتملة مفادها أن موقع سلطته في روما غير مؤكد وأنه كان عليه أولًا أن يؤكد لنفسه ولاء الجيوش على الجبهة. أمر تراجان الوالي أيليانوس بالحضور في ألمانيا، حيث تم إعدامه «أُزيح عن الدرب»، مع تولي أتيوس سوبورانوس منصبه. على ذلك، يمكن أن يُعدّ ارتقاء تراجان للعرش انقلابًا ناجحًا أكثر من كونه حالة خلافة منظّمة.

## غزوا طَرَيَانُسْ لفارس
وقع في عام 115 أو 116 للميلاد. قاد طريانس بنفسه الجيوش من رومة ومن سوريا إلى شرق وجنوب بلاد العراق وأوقع بالعاصمة قطسيفون الواقعة على نهر دجلة كما ضم في مسيرهِ حدياب إلى مملكته. فبلغ طريانس الخليج العربي وبكلمات المؤرخ إدوارد جيبون، «تمتع بشرف كونه أول جنرال روماني، وكان الأخير أيضا، يبحر في ذلك البحر النائي. رجل ذو طموح لا نهاية له، كان يحلم بالإبحار من هناك إلى شواطئ آسيا والهند البعيدة.»

## سِيرَةْ طَرَيَانُْس مَعْ النّْصَارَى
دارت رسائل بين بليني الأديب الرومي المعروف والإمبراطور طريانس عن حال النصرانيين في ذلك العصر. يقول بعض المؤرخين أن طريانس كان ينزع للتسامح والتساهل وغظ الطرف.
كان طريانس هو أول إمبراطور يعلن أن المسيحية ديانة محرمة، ولكي يضع حدا لانتشار المسيحية، حكم على كثيرين منهم بالموت، وأرسل بعضا آخر إلى المحكمة الإمبراطورية بروما.

## ثورة اليهود في شمال أفريقيا
في السنة الثامنة عشرة من ملك تراجان عادت المنازعات والمنافسات بين اليهود واليونان في شمال أفريقيا، وتفاقمت الخلافات حتى آل الأمر على قيام اليهود على الدولة الرومانية وإشهارهم بالعصيان فحاول لأوبوس الوالى الرومانى أن يقمع ثورتهم فلم يتغلب على الثائرين وكانوا تحت قيادة رجل اسمه لوكاس من يهود قورينة فظل في هذا الأقليم مدة سنتين يحارب الرومان وعاثوا في الأرض فساداً حتى أصبحت ولاية ليبيا تئن من أهوال هذه الحرب الداخلية إلى أن أرسل الأمبراطور أخيراً القائد مارسيوس توربو بجيش جرار إلى مصر لمحاربتهم وبعد قتال عنيف جرى في عدة مواقع انهزم اليهود شر هزيمة وقتل ألوف منهم وجردوا عقب هزيمتهم من أمتيازاتهم الوطنية تجريداً شرعياً، وبهذه الهزيمة ضاعت آمالهم وخابت أحلامهم فيما ينتظرون من عودة الحرية ووطنهم إليهم ومن ذلك العهد أصبحوا يعتنقون المسيحية أفواجاً أفواجاً.

## وصلات خارجية
- تراجان على موقع الموسوعة البريطانية (الإنجليزية)
- تراجان على موقع إن إن دي بي (الإنجليزية)